# Macronema paliferum
Macronema paliferum är en nattsländeart som beskrevs av Oliver S. Flint Jr. 1974. Macronema paliferum ingår i släktet Macronema och familjen ryssjenattsländor. Inga underarter finns listade i Catalogue of Life.